# Wielkie Rozdarcie

Wielkie Rozdarcie

Wielkie Rozdarcie (ang. Big Rip) – koncepcja kosmologiczna sformułowana przez Roberta Caldwella z uniwersytetu Dartmouth College próbująca wyjaśnić, jak będzie wyglądał koniec Wszechświata. Hipoteza ta zakłada, że skoro siła powodująca rozszerzanie Wszechświata jest coraz większa, wszystko zostanie ostatecznie rozerwane, począwszy od galaktyk, a skończywszy na atomach.
Jeśli gęstość ciemnej energii jest stała, Wszechświat uniknie dramatycznego scenariusza „Big Rip” (Wielkiego Rozdarcia), kiedy jednak ciemna energia wzrastałaby, to galaktyki, gwiazdy, planety, a nawet atomy zostałyby rozerwane.